# 枚沿
枚沿（越南语：／；1892年—？年），越南阮朝官員。

## 生平
枚沿是清化省河中府峨山縣石澗總石澗社厚澤村（今屬清化省峨山縣峨石社）人，成泰四年（1892年）出生。啟定三年（1918年），參加清化場鄉試，考中舉人。啟定四年（1919年），會試中格，庭試考中副榜。後任禮部承派。